# FK Slovan Pardubice
Der FK Slovan Pardubice ist ein tschechischer Fußballverein aus der ostböhmischen Stadt Pardubice. Zwischen 2000 und 2006 spielte der Klub unter dem Namen FK AS Pardubice in der zweiten tschechischen Liga. Seit 2011 nimmt Slovan nicht mehr am Spielbetrieb teil.

## Vereinsgeschichte
Der FK Slovan Pardubice wurde 1919 als SK Slovan Pardubice gegründet. Lange Zeit trat die Fußballmannschaft nur regional in Erscheinung. Im Jahr 2000 stieg Slovan in die 2. Liga auf und fusionierte mit dem damaligen Zweitligisten AFK Atlantic Lázně Bohdaneč zum FK AS Pardubice, wobei das Kürzel AS für Atlantic Slovan stand. In der Folge belegte die Mannschaft meist einen Mittelfeldplatz in der zweithöchsten tschechischen Spielklasse. Nach einem siebten Rang 2000/01 stand in der Saison 2001/02 der fünfte Platz zu Buche. In der Spielzeit 2002/03 landete das Team nur auf Rang 12, in der folgenden Saison 2003/04 konnte sich der FK AS Pardubice erneut Platz fünf sichern. Im Spieljahr 2004/05 entging die Mannschaft mit Rang 14 nur knapp dem Abstieg, die Saison 2005/06 beendete sie auf dem 12. Platz.
Im Sommer 2006 wurde die Zweitligalizenz an den FK Baník Sokolov verkauft, der FK AS Pardubice trat in der Folge nur noch in der fünfthöchsten Spielklasse an, dem Pardubický krajský přebor. Als Gründe für den Lizenzverkauf führte Klubeigner Jiří Rýva die mangelnde Unterstützung der Stadt Pardubice an, die nicht in den Ausbau der Spielstätte Letní stadion investieren wollte.
Obwohl die meisten Spieler nach Sokolov gingen, hielt sich die Mannschaft an der Spitze der Liga. In der Saison 2006/07 landete der FK AS Pardubice auf dem dritten Platz, 2007/08 wurde das Team Vierter und 2008/09 reichte es für den fünften Platz.
Im Januar 2009 kehrte der Klub zu seiner alten Bezeichnung Slovan zurück und trat fortan als FK Slovan Pardubice an. In der Saison 2009/10 gewann die Mannschaft den Krajský přebor und feierte den Aufstieg in die Divize, die vierthöchste tschechische Spielklasse. Nach der Hinrunde der Spielzeit 2010/11 belegte Slovan in der Divize Platz zwölf, doch finanzielle Probleme führten dazu, dass die Mannschaft im März 2011 vom Spielbetrieb abgemeldet und in der Folge aufgelöst wurde. Seitdem nimmt Slovan nicht mehr am Spielbetrieb des tschechischen Fußballverbandes teil, obwohl der Klub formell weiter existiert.

## Vereinsnamen
- 1919 SK Slovan Pardubice
- 1953 DSO Slovan Pardubice
- 1959 TJ Slovan Pardubice
- 1969 TJ Slovan Průmstav Pardubice
- 1980 TJ Slovan TMS Pardubice
- 1992 FC Slovan Pardubice
- 2000 FK AS Pardubice
- 2009 FK Slovan Pardubice

## Sonstiges
Der FK Slovan Pardubice ist nicht zu verwechseln mit dem FK Pardubice, der 2008 aus der Fusion von Tesla Pardubice mit dem FK Junior und dem MFK Pardubice entstanden ist.